# Samuel Frey (Fabrikant)
Samuel Jakob Frey auch Samuel Frey-Frey (* 7. September 1850 in Gontenschwil; † 26. Februar 1934 ebenda) war ein Schweizer Unternehmer, Papierfabrikant und Politiker. Frey war der Gründer der Freya Dütenfabrik in Gontenschwil, aus welcher sich der führende Papierhersteller Elco AG entwickelt hat. Er war von 1901 bis 1919 Grossrat des Kantons Aargau.

## Biographie
Frey wurde als ältestes Kind von Hans Jakob Frey (1817–1897) und der Elisabeth Haller (1823–1896) auf der Oberen Egg in Gontenschwil geboren. Beide Elternteile stammen aus Gontenschwil, die väterliche Linie aus einem Zweig der Dorfdynastie Kleinhänsel, aus welchem auch der Dichter Jakob Frey stammte, welcher entfernt mit Frey verwandt war. Die Familie lebte auf der Oberen Egg in Gontenschwil, wo der Vater eine Weberei für Baumwolle und eine bescheidene Landwirtschaft betrieb. Er hatte elf jüngere Geschwister. Als Stammvater der heutigen Familie kann Caspar Frey-Bolliger (1792–1859) betrachtet werden, denn er hatte lediglich zwei Söhne, die das Erwachsenenalter erreichten. Der erstgeborene Hans Jakob übernahm den Betrieb als der Ältere. Die Familie des Jüngeren Hans Rudolf, emigrierte 1867–1880 etappenweise in die USA. Über New York und Louisville reiste man in den mittleren Westen, wo sie sich primär in und um Steinauer, Pawnee County, Nebraska niederliessen. Noch heute finden sich in der dünn besiedelten Gegend noch Spuren dieser Pioniere.
Samuel Frey absolvierte seine obligatorische Schulzeit in Gontenschwil und Reinach. 1866–1868 absolvierte er eine kaufmännische Ausbildung bei Locher & Cie in Aarau, welche seit 1859 von Olivier Zschokke übernommen wurde. Danach fand er in ebenjener Firma eine Anstellung als Kommis respektive Buchhalter in Aarau sowie in der Niederlassung in Zürich. 1875 trat er in den Staatsdienst des Kanton Aargau in der Funktion eines Wächters in der Justizvollzugsanstalt Lenzburg, damals das modernste Gefängnis der Schweiz. Ebenda kam er in den Kontakt mit der Papierverarbeitung. 1883 beschliesst Frey in die aufblühende Industrie zu investieren und lässt auf geerbtem Land am Fusse des Fischerhübels in Gontenschwil eine Papierfabrik errichten. 1884 ist das Unternehmen als Freya Dütenfabrik bekannt und fertigt in händischen Prozessen Papiertüten für umliegende Lebensmittelgeschäfte und die Tabakindustrie des Wynentals. In der Papieri sind in den Anfangsjahren bereits mehrere Dutzend Arbeiterinnen beschäftigt. Sein Bruder Heinrich Frey-Zschokke (1871–1960) absolvierte seine kaufmännische Ausbildung in der Freya. Dieser wurde nach der Lehrzeit, durch Kapital seines Bruders, Miteigentümer und Gesellschafter der Lenzburger Papierfabrik Häusler, Frey & Cie AG und späterer Präsident der Hypothekarbank Lenzburg.

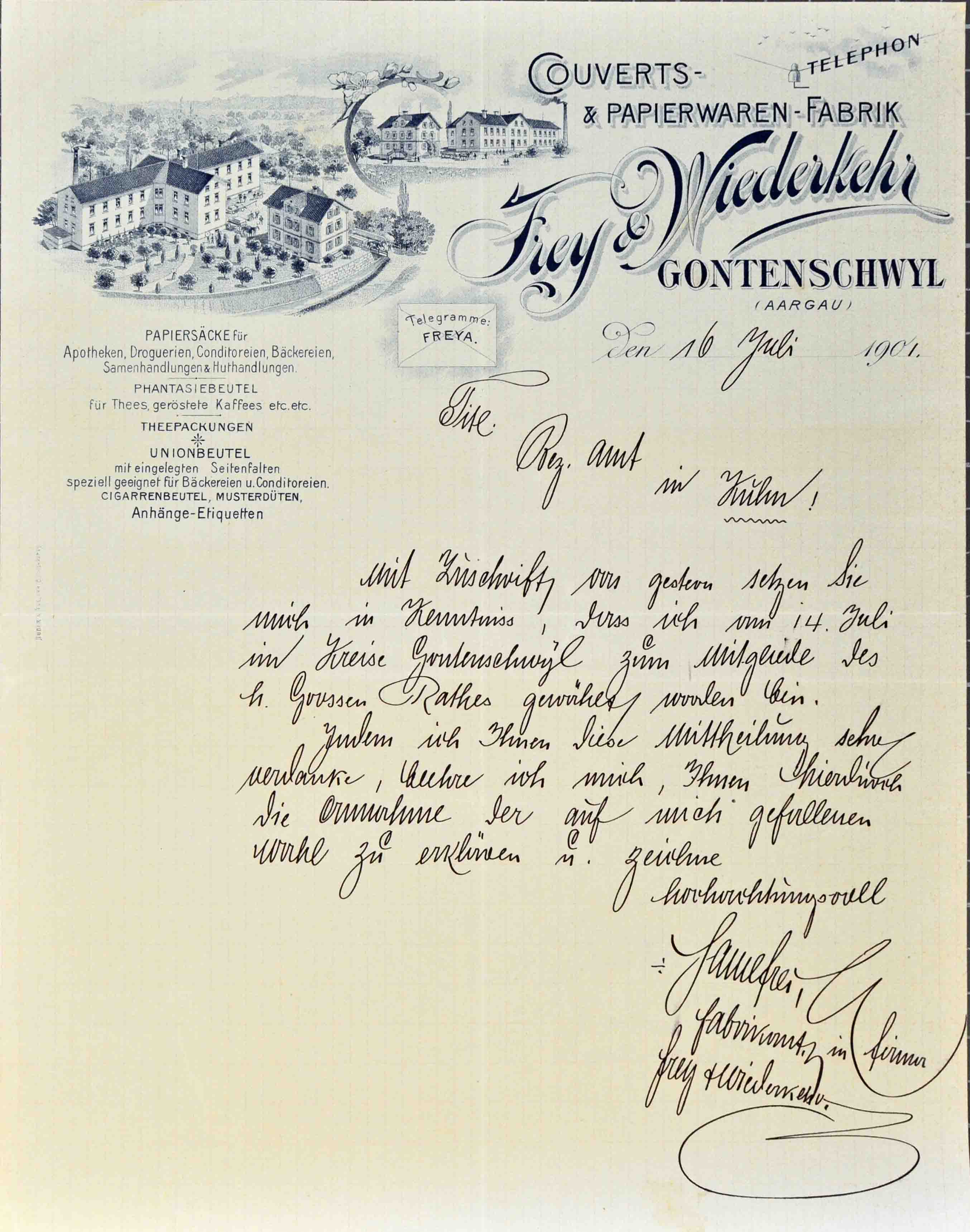
Annahme der Wahl in den Grossrat am 16. Juli 1901

Am 27. August 1892 schliesst sich Frey aufgrund von Expansionsplänen und der bevorstehenden Mechanisierung der Produktion mit Hermann Wiederkehr-Schmid zusammen. Die neue Kollektivgesellschaft Frey & Wiederkehr wird gegründet. Zusätzlich wird eine der schweizweit ersten Akzidenzdruckereien eingerichtet. Die provinzielle Lage wurde zunehmend zum Problem und die stark wachsenden Absatzzahlen sorgten dafür, dass die Firma am 12. Januar 1904 in gemietete Räumlichkeiten an der Werdgasse 41–43 in Zürich, umzog. Das Wachstum sorgte auch dafür, dass bald Bauparzellen erworben wurden und eigene Fabrikationsgebäude in der Stadt Zürich entstanden (heute Weberstrasse 5–7). Am 10. Mai 1909 wurde die Gesellschaft von einer Kollektivgesellschaft in eine Kommanditgesellschaft umgewandelt und in Frey, Wiederkehr & Co. umbenannt. Am 6. Juli 1917 wurde die Firma schliesslich mit einem Gesellschaftskapital von Fr. 1'000'000.00 in eine Aktiengesellschaft umgewandelt, welche noch heute als FWC Verwaltungs AG existiert, und die ehemaligen Fabrikationsliegenschaften bewirtschaftet, welche sich in Privatbesitz der Familie Gassmann befinden.
Frey zog sich 1915 aus dem Geschäftsleben zurück verblieb aber bis zum Tode als stiller Teilhaber. Er nahm zusätzlich in diversen Gremien und Verwaltungsräten Einsitz. Zwischen 1901 und 1919 war er Mitglied im Grossrat des Kanton Aargau. Frey war Mitglied des Verwaltungsrates der Bank in Menziken (1892–1920), davon 1904–1934 Präsident, Wynental- und Suhrentalbahn (1920–1934) sowie auch im Stiftungsrat des Krankenasyl Oberwynen- und Seetal (1927–1934), heutiges Asana Spital Menziken, welches von Jakob Irmiger gegründet wurde. Frey galt als Wohltäter und hatte immer ein offenes Ohr für weniger bemittelte Mitbürger. Er engagierte sich ebenfalls als Dorfhistoriker und vertrat seine Heimatgemeinde bei Anlässen in der gesamten Schweiz.
Frey starb am 26. Februar 1934 im Alter von 83. Jahren in der Villa zur Freya in Gontenschwil.

## Privates
Am 25. März 1879 heiratete Samuel Frey Rosette Frey (1855–1924), Tochter des Wilhelm Frey und der Anna Maria Merz, Wirte auf dem Bad Schwarzenberg zu Gontenschwil. Die Zeremonie erfolgte unter dem langjährigen Dorfpfarrer Achilles Zschokke, Sohn von Heinrich Zschokke.
Das Paar hatte vier Kinder; Samuel Victor (1879–1953), Teilhaber der Firma, welcher stark an der Aviatik und dem Reisen zugetan war, Oswald (1882–1886), Laura Valerie (1888–1973) und Johanna Helene (1902–1988). Seit 1893 lebte die Familie in der Villa zur Freya, direkt neben der Papierfabrik. Das Haus gehörte mit eingebauten Badezimmern und Elektrizität zu den modernsten jener Zeit. Zu einem späteren Zeitpunkt wurden ein Garten nach englischem Vorbild mit einem Schwimmbecken aus Naturstein angelegt.